# Ру, Констан
Констан Ру (фр. Constant Roux; 20 апреля 1865[…], Марсель — 17 ноября 1942, Марсель) — французский скульптор, современник Огюста Родена.

## Биография
Родился в 1865 году в Марселе в семье аптекаря. Обучался в Школах изящных искусств Марселя и Парижа под руководством Кутана, Кавелье, Барриа и других мастеров. В 1894 году совместно с Жаном Тюрканом создал многофигурный мемориал в память об участниках Франко-прусской войне в Марселе (Ру отвечал за центральную аллегорическую фигуру Марианны, а Тюркан — за фигуры солдат).
В 1894 году получил Римскую премию I степени в области скульптуры за работу «Ахиллес, облачающийся в доспехи». Получив, по условиям премии, грант для поездки в Рим, Ру прожил там некоторое время и женился на Жозефине Синьоре, сестре своего товарища Шарля Синьоре. Однако, после смерти их единственного сына, брак распался.
После возвращения из Рима, Ру работал в Марселе где выполнил несколько памятников и украсил скульптурами ряд общественных зданий. В дальнейшем Ру перебрался в Париж, где в 1909 году женился второй раз — на Эмили Дешено, сестре художника Адольфа Дешено. В этот период им был реализован ряд скульптур как для Парижа, так и для Марселя, а кроме того — для Монако.
Как и некоторые другие скульпторы того времени, Ру был занят поиском новых форм художественной выразительности в скульптуре, но не обращался при этом к абстракции. Его памятники отличает плавность линий, многочисленность тщательно проработанных деталей, оригинальность концепций. Так, получив заказ на памятник меценату Луи Сальватору перед основанной на завещанные им средства больницей для бедных в Марселе, Ру разместил у подножия постамента фигуры двоих выздоровевших людей, как бы благодарящих Сальватора за исцеление.
Созданная по заказу князя Монако аллегорическая композиция «Наука, открывающая богатства Океана» представляет собой интересное сочетание рыболовных сетей и  водяных струй, динамики и статики, причем вся статуя, выполненная, из одного материала — камня, кажется то незыблемой как скала, то гибкой, живой — смотря по желанию скульптора.
Бюст исследователя Антуана Мариона, который сумел спасти виноградники Франции от гибели из-за заражения филлоксерой, украшен гроздьями винограда, которые неожиданно контрастируют со строгим костюмом учёного, и изображением восходящего солнца.
Констан Ру был кавалером орденов Святого Карла (Монако, 1920) и Почётного легиона (Франция, 1923).
Он скончался в Марселе в 1942 году.

## Галерея
- Констан Ру (центральная фигура) и Жан Тюркан. Мемориал в память об участниках Франко-прусской войне в Марселе
- Памятник меценату Луи Сальватору в Марселе.
- Памятник учёному Антуану Мариону в Марселе.
- Скульптурная композиция «Наука, открывающая богатства Океана». Монако.
- Скульптурное панно «Вода» («Дети у водопада»).
- Скульпторное панно «Доисторический скульптор» на фасаде Института Палеонтологии в Париже.
- Памятник бегуну-олимпийцу Жану Буэну, погибшему за Францию, Марсель.
- Скульптурный портрет вьетнамского учёного Чыонг Винь Ки. Музей изящных искусств, город  Хошимин, Вьетнам.